# Homologace
Homologace nebo homologační reakce je každá chemická reakce, při které se reaktant mění na následující člen homologické řady, tedy skupiny sloučenin lišících se o stejnou skupinu atomů, což je často skupina -CH2-; k homologaci dochází, když se přidávají další takové jednotky. Nejčastěji se provádějí homologace navyšující počet methylenových (-CH2-) skupin v nasyceném řetězci. Jako příklad lze uvést reakce aldehydů a ketonů s diazomethanem či methoxymethylentrifenylfosfinem.

## Příklady
- Kilianiova-Fischerova syntéza, kde se molekula aldózy prodlužuje v trojfázovém procesu skládajícím se z:
  1. nukleofilní adice kyanidu na karbonyl za vzniku kyanohydrinu
  2. hydrolýzy na lakton
  3. redukce na homologní aldózu
- Wittigova reakce aldehydu s methoxymethylentrifenylfosfinem, jejím produktem je homologní aldehyd.
- Arndtova–Eistertova reakce je posloupnost chemických reakcí sloužících k přeměně karboxylových kyselin na vyšší homology (obsahující o jeden atom uhlíku více)
- Kowalského homologace esterů, alternativa Arndtovy-Eistertovy syntézy. Používá se na přípravu β-aminoesterů z α-aminoesterů a probíhá přes ynolátový meziprodukt.[2]
- Seyferthova–Gilbertova homologace, přeměna aldehydu na koncový alkyn, jenž se následně mění na homologní aldehyd.

Některé reakce prodlužují řetězec o více než jednu jednotku.

## Zkracování řetězce
Délkku řetězce lze také zkracovat:
- V Gallagherově–Hollanderově degradaci se odštěpuje kyselina pyrohroznová z lineární alifatické karboxylové kyseliny za vzniku nové kyseliny obsahující o dva atomy uhlíku méně.[3] V původní práci byla popsána přeměna žlučové kyseliny v posloupnosti reakcí začínající tvorbou acylchloridu (2) působením chloridu thionylu, po níž následuje vznik diazoketonu (3) reakcí s diazomethanem, jeho přeměna na chlormethylketon (4) reakcí s kyselinou chlorovodíkovou, redukce na methylketon (5), halogenace ketonu na 6, eliminační reakce s pyridinem za tvorby enonu 7 a konečná oxidace oxidem chromovým na kyselinu bisnorcholanovou 8.

Při Hookerově reakci je alkyllový řetězec derivátu naftochinonu (poprvé to bylo pozorováno u lapacholu) ochuzen o jednu methylenovou jednotku, která je manganistanem draselným oxidována na oxid uhličitý.
Z mechanistického hlediska oxidace způsobuje štěpení kruhu na alkenové skupině, po němž následuje dekarboxylace (odštěpení oxidu uhličitého) a uzavření kruhu.